# Parawan japoński
Byōbu (jap. 屏風) – tradycyjny, przenośny, składany parawan, używany w Japonii. 

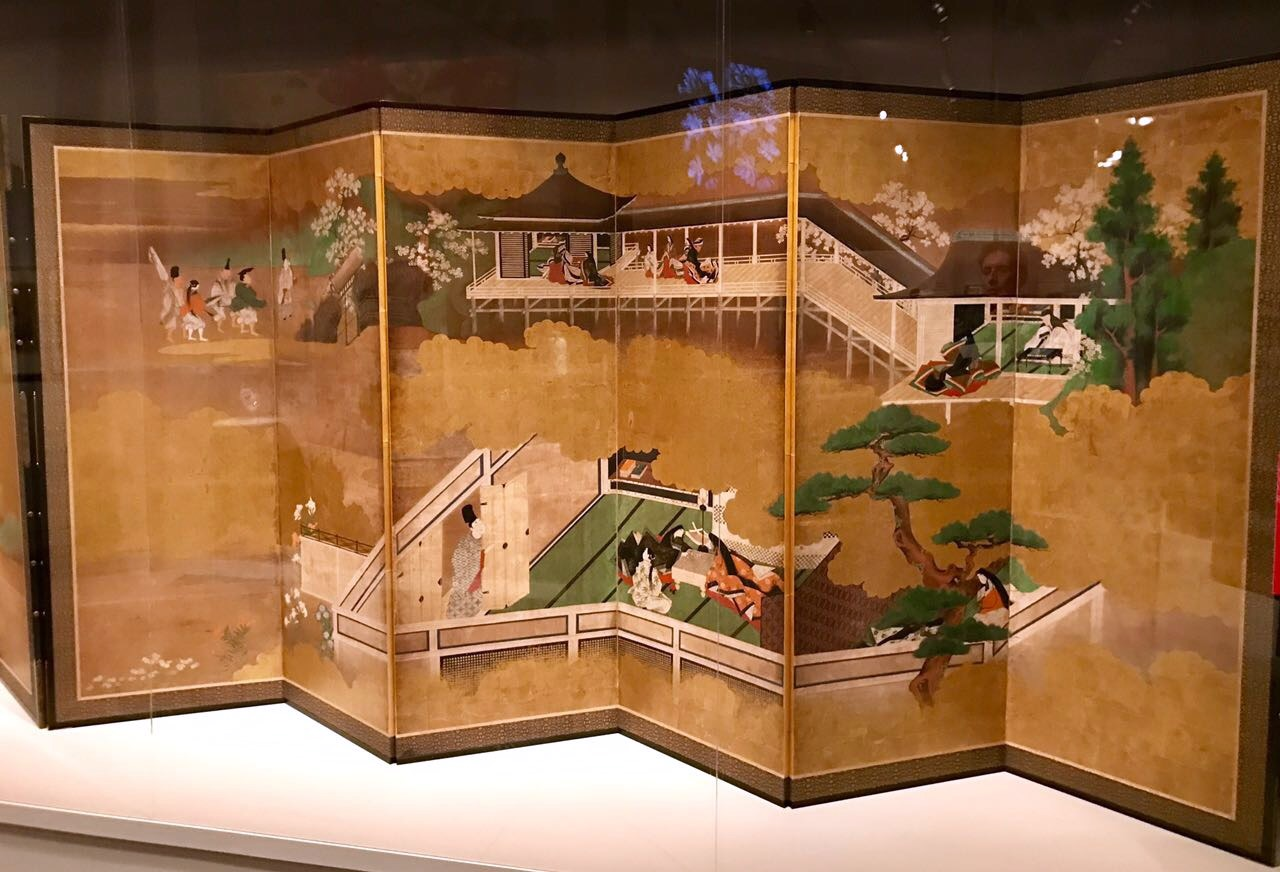
Byōbu, sceny z Genji monogatari

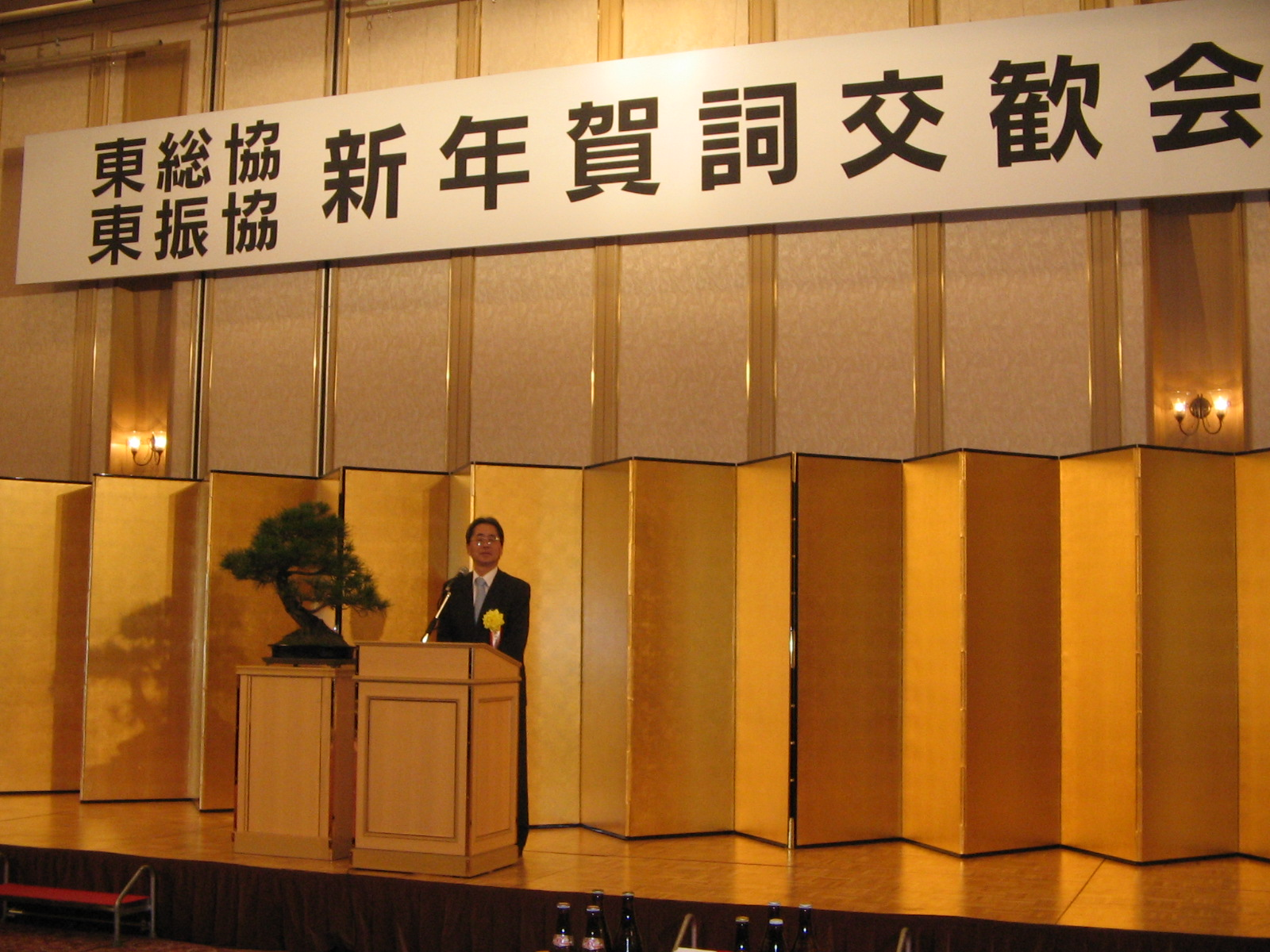
Współczesny, złoty parawan służący tradycyjnie jako tło wystąpień, czy uroczystości

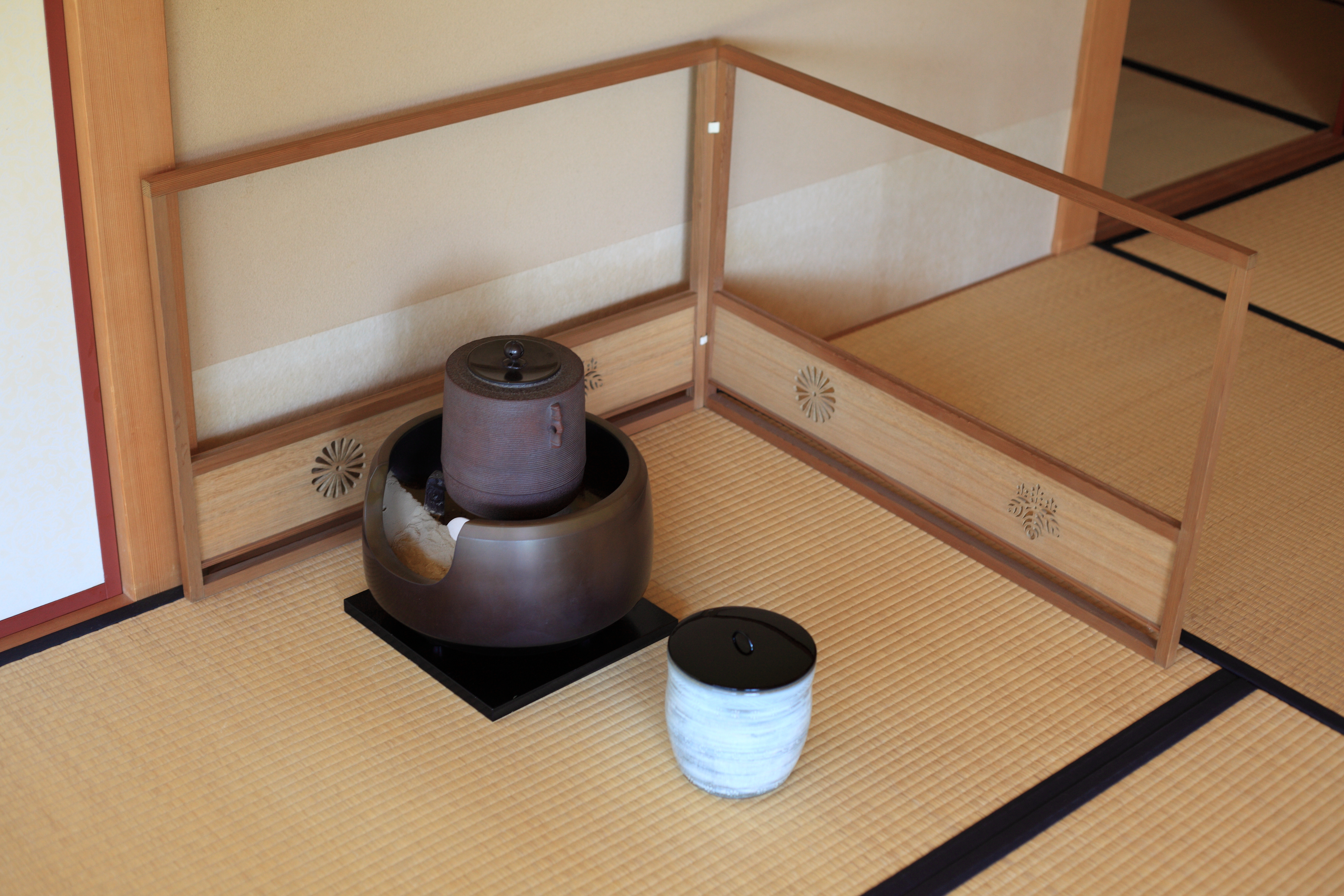
Furosaki-byōbu

Tsuitate

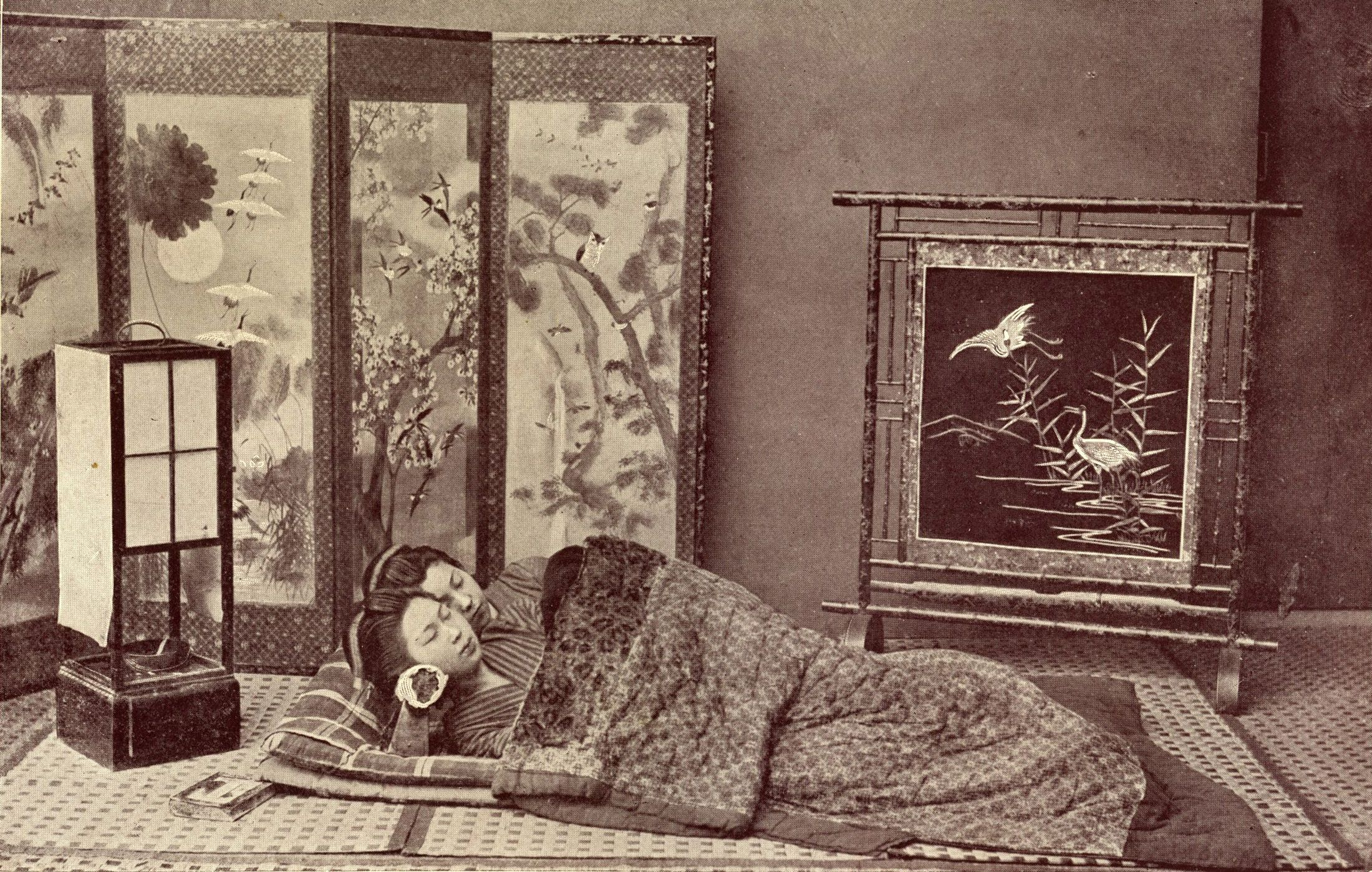
Śpiące Japonki, foto z książki "Japan and Japanese" (przed 1902 r.), widoczne byōbu (po lewej) i tsuitate (po prawej)

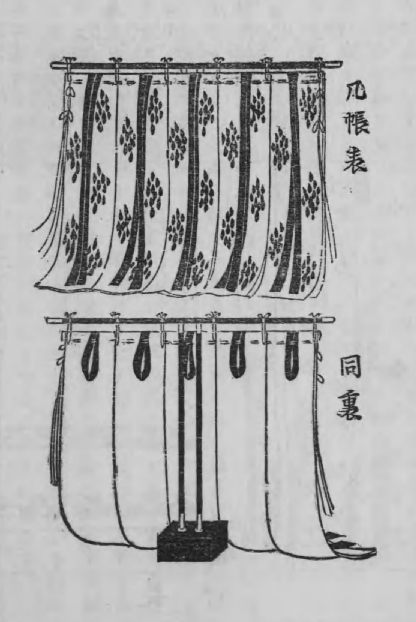
Kichō (u góry strona przednia, u dołu - tylna)

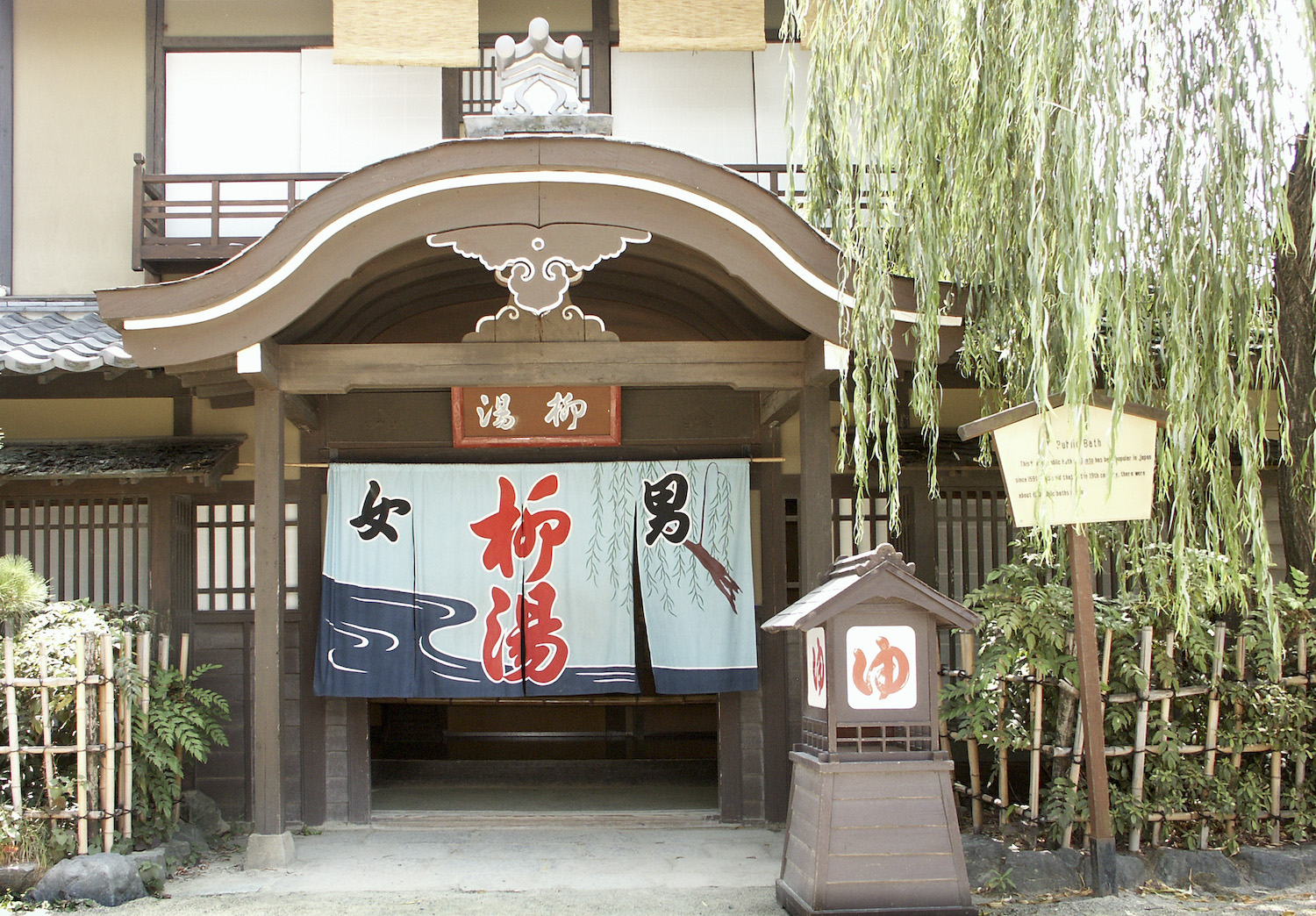
Noren zawieszony u wejścia do łaźni

Jest to przenośny ekran, zasłona, przepierzenie, składające się z kilku paneli, często ozdobione malowidłami lub kaligrafią. Zarówno w przeszłości, jak i współcześnie, jest dekoracją, ochrania przed wiatrem i słońcem, odgradza część pomieszczenia i chroni prywatność. Produkowany z różnych materiałów naturalnych: papier, drewno, jedwab, bambus, kamień. Tradycyjne parawany japońskie najczęściej były wykonywane z drewna kratowanego oraz wyrabianego ręcznie i często malowanego papieru zwanego washi (dosł. papier japoński).

## Historia
Parawany (ekrany) znane w języku japońskim jako byōbu, powstały w Chinach w czasach panowania dynastii Han (206–220). Byōbu oznacza "ścianę wiatrową", ale pierwotnym celem było zapobieganie przeciągom w tradycyjnych japońskich, otwartych domach. Koncepcja ta po raz pierwszy dotarła do Japonii w późnym okresie Nara, około VIII wieku. Od tego czasu i poprzez późniejszy okres Heian (794–1185), parawany przekształciły się z jednopanelowego w wieloskrzydłowe, składane ekrany.
W okresie Muromachi (1392–1568), kiedy ekrany stały się popularne, Japończycy zastosowali własne rozwiązania w stosunku do chińskiego pierwowzoru. Metalowe zawiasy zostały zastąpione papierowymi, umożliwiając składanie w obu kierunkach i zapewniając lżejszą, mocniejszą konstrukcję. Zawiasy z papieru są również bardziej estetyczne, ponieważ przestrzeń między panelami jest znacznie mniejsza, co oznacza, że namalowany na nich obraz może płynnie przechodzić z panelu do panelu. Jednocześnie konstrukcja ramy stała się znacznie lżejsza dzięki zastosowaniu bambusowej ramy kratowej i papieru washi jako pokrycia.
W późniejszych okresach Azuchi-Momoyama (1568–1603) i Edo (1603–1868) popularność byōbu stale rosła, a władcy feudalni pokazywali je jako symbole bogactwa i władzy. W rezultacie zaczęto je pokrywać płatkami złota i kolorowymi technikami malarskimi. Do mrocznych pomieszczeń zamków i domów wniosło to wile światła. 
Pod koniec okresu Edo wytwarzanie parawanów zaczęło zanikać i obecnie jest niewiele miejsc, w których powstają autentyczne byōbu. Wiele jest produkowanych tanio, maszynowo w Tokio  lub nawet importowane z Chin. W Kioto istnieje jedyny producent, który wytwarza ekrany od początku do końca ręcznie. 
Pod koniec XIX wieku parawany byōbu stały się popularnym przedmiotem japońskiego eksportu do Europy i Ameryki, kiedy rozpoczęła się moda na japonizm. Francuski malarz, Odilon Redon, pod wpływem sztuki byōbu stworzył serię paneli dla Château de Domecy-sur-le-Vault w Burgundii.

## Produkcja
Składane parawany są wykonane z papieru i drewnianych lub bambusowych ram kratowych. Na listwach rozprowadza się klej ryżowy, a następnie układa się na ramie naprężony papier washi, często cztery warstwy, aby uzyskać odpowiednio mocną i sztywną bazę. Japończycy rozwinęli sztukę wytwarzania papieru na początku VII w.n.e., kiedy wynalazek ten dotarł do nich przez Koreę z Chin. Okazało się, że papier jest idealnym materiałem do produkcji parawanów (lekki, względnie trwały i przepuszczający światło). Udoskonalili na swoje potrzeby papier chiński, dodając do niego włókna rodzimych roślin, m.in.: gampi (lub ganpi, m.in. Wikstroemia retusa), kōzo (morwa papierowa, Broussonetia papyrifera, Broussonetia kazinoki) i mitsumaty (Edgeworthia papierodajna, Edgeworthia chrysantha, Edgeworthia papyrifera). Następnie dodaje się zawiasy z papieru. Są zaprojektowane tak, aby panele pasowały do siebie w sposób umożliwiający artyście namalowanie płynnych przejść obrazu od panelu do panelu. Na koniec warstwą płatków złota pokrywa się powierzchnię washi i przekazuje parawan do pracowni, gdzie jest ręcznie malowany.
Z biegiem lat produkcja parawanów urosła do rangi sztuki. Parawany były coraz bardziej wymyślne, pokrywane zdobieniami przedstawiającymi przeróżne motywy: przyrodę, religię, życie codzienne, sceny walk itp., a innowacyjny papier pozwalał na tworzenie nieprzerwanych i względnie trwałych powierzchni. Papier do produkcji parawanów był z reguły gładki, odpowiednio sztywny i błyszczący, dlatego nadawał się do pokrywania tuszem lub farbą.

## Inne rodzaje parawanów, zasłon, ekranów

### Tsuitate (衝立)
Tsuitate to wolno stojący, niski parawan wykonany z jednego panelu, z drewna lub papieru, często ozdobny. Służy do dzielenia pomieszczeń. Mogą być nieruchome lub na kółkach. 

### Furosaki-byōbu (風炉先屏風)
W skrócie furosaki. Niewielki, niski, dwuskrzydłowy parawan służący jako osłona w czasie ceremonii herbacianych, w pomieszczeniu specjalnie do tego przeznaczonym o nazwie chashitsu. Często oddziela miejsce gospodarza przygotowującego herbatę od miejsca gościa. Pierwotnie był używany jako osłona przed wiatrem dla przenośnego paleniska furo, ale z czasem uzyskał funkcję dekoracyjną i służył do podziału przestrzeni w pomieszczeniu.

### Kabeshiro (壁代)
Kabeshiro (dosł. "namiastka, substytut ściany"). Zasłona oddzielająca pomieszczenie centralne domu lub sanktuarium od otaczających je korytarzy bocznych, czy otwartych na zewnątrz ganków-werand. Od ery Heian stosowana w rezydencjach arystokracji, chramach shintō i świątyniach buddyjskich. Sięgała od belki stropowej do podłogi i osiągała długość do kilku metrów. Gładkie, jedwabne kabeshiro miały wzory z przodu: drzewa, kwiaty lub ptaki. Tylna część była w zasadzie biała z ciemnofioletowymi lub ciemnoczerwonymi wstążkami zdobionymi motylami i ptakami. Wstążki mogły być używane do zwijania tkaniny i związywania jej. Wiosną, ze względu na rosnącą temperaturę, zasłony zastępowano roletami bambusowymi (sudare lub mi-su). Dzisiaj kabeshiro są używane w chramach shintō podczas ceremonii ślubnych.

### Kichō (几帳)
Kichō to przenośna zasłona o charakterze parawanu, wykonana z jedwabiu lub innego materiału, zawieszona na stojaku w kształcie litery T. Była ona stosowana w domach arystokratycznych podczas i po okresie Heian. Spełniała ona rolę podobną do byōbu lub tsuitate. Z wyglądu przypomina noren (tradycyjna zasłona wykonana z tkaniny w różnych rozmiarach i kolorach, obecnie zawieszana głównie przed wejściami do barów, restauracji, czy sklepów; ma kilka pionowych szczelin wyciętych od dołu do prawie górnej części tkaniny, pozwalając tym samym na łatwiejsze przejście).

### Makura-byōbu (枕屏風)
Niski, składany ekran, o wysokości około 50 cm, o dwóch lub czterech skrzydłach. Nazwa pochodzi od "poduszki" makura, w pobliżu której był ustawiany, gdy leżała pościel. Parawan służył jako wieszak na ubrania i towarzyszące mu akcesoria, a także, aby zapewnić poczucie prywatności i ochronę przed przeciągami.

### Koshi-byōbu (腰屏風)
Składany, nieco wyższy niż makura-byōbu (do ok. 1 m; dosł. "parawan o wysokości bioder"), używany w okresie Sengoku. Był umieszczany za gospodarzem domu, wystarczająco niski, aby zapewnić gości, że nikt nie chowa się za parawanem. Również wykorzystywany jako makura-byōbu

### Ga-no-byōbu (賀の屏風)
Rodzaj składanego parawanu służącego do uroczystości świętowania długowieczności. Dekorowane obrazami ptaków i kwiatów oraz poezją waka opiewającą długowieczność. Pierwsze opisy pochodzą z okresu Heian. 

### Shira-e-byōbu (白絵屏風)
Na białej powierzchni, jasne, popularne symbole siły i długowieczności: feniksy, paulownia, bambus, żurawie, żółwie, sosny. Były ustawiane w pokojach, w których rodziły się dzieci. Nazywa się je także ubuya-byōbu, co oznacza "parawany miejsca narodzin". Podobne parawany były używane podczas ceremonii ślubnych w okresie Edo.